# *Walhaz
*Walhaz [ˈwɑlxɑz̠] ist ein rekonstruiertes urgermanisches Wort, das „fremd“ oder „Fremder“ bedeutet und von den germanischen Völkern verwendet wurde, um Römer und (romanisierte) Kelten und deren Sprachen zu beschreiben. Mehrere moderne Varianten des Wortes existieren in verschiedenen Sprachen und beschreiben zahlreiche unterschiedliche zeitgenössische oder historische Volks- bzw. Sprachgruppen.
Die moderne deutsche Form ist Welsche oder Walsche und bezog sich historisch auf benachbarte romanischsprachige Völker. So wurde der Ausdruck Welschland früher unter anderem für Italien und Frankreich verwendet, heute aber hauptsächlich in der Schweiz für die Romandie oder Welschschweiz. In Tirol, Südtirol (Walsche) und in Kärnten (Walische) bezieht sich das Wort auch heute noch auf die Italiener, allerdings mit einer historisch fehlenden, abfälligen Konnotation. Daneben ist das Wort als Bestandteil in zahlreichen Orts-, Flur- und Familiennamen enthalten.
Der entsprechende urgermanische Gegenbegriff war *þeudiskaz („volkstümlich“ oder „nicht-Latein“). Im althochdeutschen und altsächsischen Raum entwickelte sich der Stammesname der Veneter, in Form von Wenden, zu einem ähnlichen Sammelbegriff für nichtgermanische Völker im Osten.

## Wortherkunft
Nach J. R. R. Tolkien kann das Wort „als allgemeiner germanischer Name für eine Person, die wir für einen Keltischsprecher halten können“, gedeutet werden.
Das Wort erscheint in den Formen althochdeutsch Singular walh, Plural walha, das Zugehörigkeitsadjektiv althochdeutsch walhisk, altenglisch wilisc „fremd, nicht-englisch, kymrisch“, altnordisch valskr, valir „Gallier, Französisch“. Das Adjektiv kann auf erschlossenes urgermanisches *walhiska- zurückgeführt werden.

### Germanische Bezeichnung für Kelten
Mit dem Wort wurde in den frühesten Nachweisen ein Nachbarvolk der Germanen bezeichnet. Das Wort wird etymologisch auf den Namen der Volcae bezogen. Dieser keltische Stamm kam in vorhistorischer Zeit mit germanischen Völkern in Berührung und lebte um die Zeitenwende im südfranzösischen Aquitanien. Die Volcae besaßen davor mutmaßlich großen Einfluss in Moravia (Mähren) und kontrollierten zusammen mit anderen Stämmen (Boii, Cotini und weitere Donaukelten) ein bedeutendes Netz von Handelswegen zwischen dem Mittelmeerraum und den germanischen Siedlungsgebieten. Man nimmt auch an, dass die Volcae nordöstlich des Rheins wohnten, im heutigen westlichen und zentralen Deutschland, im Stromgebiet der Weser. Gaius Iulius Caesar erwähnt die Volcae Tectosages als einen keltischen Stamm, der seinerzeit noch im westlichen Germanien wohnte.
Um die Zeitenwende wurde dieser Name von germanischen Sprechern verallgemeinernd auf alle Kelten übertragen. Der Name ist in einigen germanischen Sprachen eine Bezeichnung für diverse keltische Volksgruppen, etwa bei den Angeln, Jüten und Sachsen, die im 5. Jahrhundert die Insel Britannien besetzten und auf die dortige keltische Bevölkerung trafen: westsächsisch wilisc, wylisc, anglisch und kentisch welisc, wælisc, altenglisch walh oder wealh. Die Wurzel findet sich beispielsweise in Namen wie Wales (bzw. welsh, „walisisch“) und Cornwall wieder.

### Übergang des Worts auf Romanen

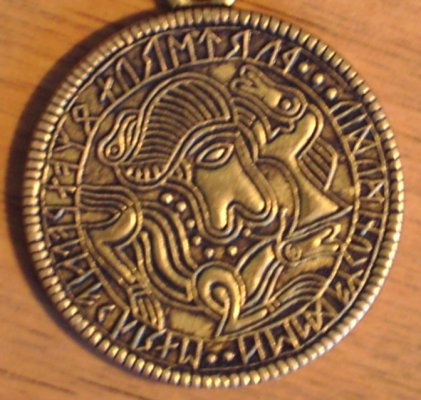
Kupfer-Replikat des schwedischen Brakteaten von Tjurkö (Kopie einer römischen Münze), ca. 400–650 n. Chr. Im älteren Futhark geschrieben erscheint das urnordische Wort walhakurne („welsches Korn“, „fremdes Getreide“), offenbar eine Kenning für „Gold“ mit Bezug auf die Münze.

Spätestens nach dem Ende der Antike bezeichnet der Ausdruck zunehmend auch Romanen. Auf dem europäischen Festland waren bis zum Zusammenbruch des Weströmischen Reiches nahezu alle Kelten romanisiert worden; die germanische Bezeichnung für diese Völker blieb jedoch weiterhin dieselbe und erweiterte sich auf Romanischsprachige ohne nähere Differenzierung.
Nach der Einwanderung der Franken in Gallien übernahmen auch die ansässigen Galloromanen den fränkischen Landesnamen Walha aus der Sprache der Eroberer. Daraus wurde das französische (la) Gaule, das jedoch bald nur noch das Land vor der Zeit der Merowinger und Karolinger, also im Wesentlichen die ehemalige römische Provinz Celtica, bezeichnete. Das französische Wort Gaule leitet sich also nicht aus dem lateinischen Gallia ab, das in der Zeit nach Caesar für Norditalien (Gallia cisalpina) und die Provence (Gallia narbonensis) steht.
Die bairisch-fränkische Landnahme, die ab dem 5. Jahrhundert den Rhein überschreitend auch Richtung Südosten erfolgt, fand keineswegs ein von der Völkerwanderung entvölkertes Land vor, sondern lateinischsprechende Christen verschiedenster ethnischer Herkunft (wenn auch anzunehmend viele Italer nach Odoakers Rückruf der römischen Bürger 487 das Land verlassen hatten). Die sich im Gebiet des heutigen Bayern als Volkstum bildenden Bajuwaren begegneten den keltischen Breonen im Tiroler Inntal und abgewanderten Norikern im Südtiroler Eisack- und Wipptal (Nurichtal, Vallis Noricana) und erreichten im 7. Jahrhundert die heutige Sprachgrenze bei Salurn, wo sie friedlichen Kontakt mit den Ladinern aufnahmen. Der heilige Rupert, der 696 in Salzburg mit der Missionierung der Südgrenze Austriens beginnt, gründet sein Bistum auf Basis ungebrochener römischer Tradition, und dort dürften sich romanischsprechende Sprachinseln, vielleicht sogar ethnische Romanen darüber hinaus gehalten haben, wie etwa das Adelsgeschlecht der de Albina von Oberalm bei Salzburg und die Ortsnamen der dortigen Gegend, oder die Ortschaft Latein bei Straßwalchen („Lateinsprecher in der Nachbarschaft von Romanen“) zeigt. Walchen-Ortsnamen finden sich neben dem ganzen nördlichen Alpenrand insbesondere im damaligen Grenzland-Dreieck Salzburg–Wels/Steyr–Pongau/Ennstal, wo sich romanische, baiuwarische und slawische Namen derselben Zeitstufe mischen, und auch südlich des Alpenhauptkammes in Kärnten und der Steiermark, die von ehemals norisch-romanischen Inseln im slawischen Reich, dann bairische Grenzmark und Herzogtum Karantanien, zeugen. Für die autochthone kulturelle Kontinuität findet sich etwa in der Vita Sancti Severini, der Lebensbeschreibung des Hl. Severin von Noricum (410–482) des frühen 7. Jahrhunderts, ein zeitgenössisches Zeugnis, wo Eugippius schreibt, die „im Lande [dem heutigen Niederösterreich] verbliebenen Romanen“ hätten – trotz Hunneneinfalls, Zugs der Langobarden, Rugier, Ostgoten und anderer wandernder Germanen, Awarensturms und slawischer Landnahme – „das Vermächtnis des Severinus besser bewahrt […] als seine Mönche [des Severinordens, der 488 nach Castellum Lucullanum bei Neapel umgezogen war], indem sie die christliche Lehre und die fortlebenden kulturellen Traditionen der Antike an die einwandernden Germanen weitergaben“.
Noch in der Salzburger Urkunde Notitia Arnonis und den nur wenig späteren Breves Notitiae werden noch aus den Jahren um 790/800 80 abgabenpflichtige Romanen an der bayerischen Traun erwähnt, Traunwalchen ist als „trunwalha“ genannt. Romanische Bevölkerung kann man hier für die Orte Litzlwalchen, Traunwalchen, Walchenberg, Roitwalchen, Kammer, Oberwalchen und Katzwalchen annehmen.
 Das Wort bleibt nicht auf die Regionen des direkten Kontakts beschränkt: Auch altnordisch – mit Beginn der Wikingerzeit, 800 als Richtdatum – ist Valir oder Vælir als Name für die Römer gebraucht und der Name Valland für ihre Länder. Korrespondierende Adjektive sind välsk, velsk auf Norwegisch, vælsk auf Dänisch.
Das althochdeutsche Walh wurde im Mittelhochdeutschen zu Walch, und die adjektivische Form ahd. walhisk, walhisch „romanisch“ wurde zum mhd. wælsch, zum Beispiel im Alexanderroman von Rudolf von Ems, bis zu Welsche im neueren Deutsch.
Das Substantiv Walch taucht auch in der Neuzeit noch auf, insbesondere im Plural Walchen, wovon eine dialektale Variante, Walen, spezifisch auf Mineraliensucher und Schürfer aus Italien (auch als Venetianer bekannt) bezogen wurde, die vor allem in den Alpen Bodenschätze sammelten und als zauberkundige Zwerge in die Sagenwelt Eingang fanden.

### Orts- und Flurnamen der frühen Sprachschichten
Ortsnamen mit dem Bestandteil „Welsch“/„Walsch“ sind gehäuft im Sauerland zu finden sowie im süddeutschen und österreichischen Alpenvorland und den Schweizer Voralpen. Diese werden frühestens auf die bairisch-fränkische Landnahme zurückgeführt, und es wird angenommen, dass sie Berührungen zwischen diesem Kulturkreis und der ortsansässigen gallo-romanischen Restbevölkerung, wohl einschließlich der allfälligen Reste der diversen Hilfstruppen des alten Limesraums, dokumentieren. Es sind weit über hundert Walchenorte dokumentiert, mit einer auffallenden Häufung in den Seengebieten des Alpenraums. Eine Auswahl davon:
| - Walchgau, historische Region in Baiern - Flachau im Waldviertel - Wahlen, Basel-Landschaft*: - Walchensee in Oberbayern - Walchsee in Tirol - Walensee in der Ostschweiz - Walchshofen, Ortsteil der Stadt Aichach, Bayerisch-Schwaben - Walchwil („Welschen-Weiler“) im Kanton Zug - Waldsee in Oberschwaben, Landkreis Ravensburg - Waldstetten bei Günzburg, Bayerisch-Schwaben - Waldstetten bei Schwäbisch Gmünd, Ostalbkreis, Baden-Württemberg - Waldkirch im Landkreis Günzburg in Bayerisch-Schwaben (hierbei wurde „Walch“ zu „Wald“) - Wallenhausen im Landkreis Neu-Ulm - Wallersee im Land Salzburg - Wallisellen bei Zürich, Zürich | - Wällischgraben bei Sankt Aegyd am Neuwalde, Niederösterreich - Wals-Siezenheim, Land Salzburg - Welschbillig, im Moseltal, wo Moselromanisch gesprochen wurde - Welschen Ennest, bei Kirchhundem im Sauerland - Welschenrohr im Kanton Solothurn - Welschensteinach im Ortenaukreis in Baden-Württemberg - Welschnofen, Welschellen im Gadertal, Walchhorn (Reischach) und Wahlen (Toblach) in Südtirol - Seewalchen im Salzkammergut - Straßwalchen im Land Salzburg - Traunwalchen im bayerischen Chiemgau mit einer Häufung in der näheren Umgebung: Katzwalchen; Litzlwalchen; Oberwalchen; Roitwalchen; Walchenberg - Wahlenstraße in Regensburg, Bayern - Welchenhausen dt. Eifel - Welschengeheu in Wittgenstein - Welschingen im Hegau - Welschneudorf im Westerwaldkreis |

Vergleiche dazu Windisch/Wenden, den germanischen Namen für Slawen.

## Bezeichnungsbeispiele für spezifische Volksgruppen
In verschiedenen deutschen Regionalsprachen werden die jeweils unmittelbar benachbarten Romanen oder romanischsprachigen Bevölkerungsgruppen als „Welsche“ bezeichnet. Je nachdem hat der Ausdruck einen neutralen oder abwertenden Klang: Während im Schweizerischen etwa Welsche für Romands (französischsprechende Schweizer) ohne negative Wertung verwendet wird, ist Welsche oder auch Walsche im Tirolischen aus Gründen der bewegten politischen Vorgänge der Neuzeit in diesen Regionen allgemein abwertende Bezeichnung für Italiener. Im Kontext der deutsch-französischen Rivalität war der Begriff im 19. und frühen 20. Jahrhundert im Standarddeutschen als abwertende Bezeichnung für alles Französische in Gebrauch – zum Beispiel in der Wendung „welsche Tücke“ –, ist aber seither ungebräuchlich geworden.
- Die Walnuss war ursprünglich die „welsche Nuss“, d. h., sie ist über Frankreich oder Italien ins Deutsche gekommen.[20] Sie heißt auch englisch walnut, vom altenglischen walhnutu (wealh + hnutu) „fremde Nuss“,[21] dänisch valnød, schwedisch valnöt. Niederländisch heißt sie aber okkernoot (walnoot steht modern nur für die Gattung Juglans).
- Auch in Welschkohl, Welschkorn, Welschkraut (Wirsing) deutet welsch darauf hin, dass diese Gemüse einst von auswärts übernommen worden sind.
- Die Rebsorte Welschriesling stammt vermutlich ursprünglich aus Norditalien.

### Für Französischsprachige
Als Bezeichnung für Französischsprachige:
- Welschschweiz oder Welschland ist in der Deutschschweiz üblich für „französischsprachige Schweiz“ (Romandie). Mit Welsch als eigenständigem Wort wird das in der Romandie gesprochene Französisch bezeichnet.
- Die Gemeinde Welschenrohr im Schweizer Kanton Solothurn ist nach der nahen Sprachgrenze zum Französischen benannt.
- Im Elsass steht Welschi oder Walschi (Oberelsässisch) für „Innerfranzosen“ im Allgemeinen (heutzutage selten) sowie – und deshalb sogar im regionalen Französisch welche [wɛlʃ] – für die romanischen (lothringisch/französisch) Sprachenklaven auf der Ostseite der Vogesen (pays welche) im Besonderen und deren Sprache (germanismenreiche örtliche Varianten des Lothringischen – korrekt: Vosgien). Die Vogesen selbst heißen schon lateinisch Vosegus Mons[5] (dt. früher Wasgenwald), sprachlicher Zusammenhang mit den damals schon nach Südfrankreich abgewanderten keltischen Volcae dürfte nicht bestehen.
- Die Wallonen sind die französischsprachigen Belgier.
- In verschiedenen deutschen Städten und Orten, zum Beispiel in Duisburg, findet man Straßennamen wie Welschengasse oder Am Welschenkamp.[22]
- Für die Waldenser, die in den Jahren um 1680 bis ca. 1700 aus ihrer Heimat vertrieben und in deutschen Ländern aufgenommen wurden, wurde von der deutschen Bevölkerung wegen ihrer französischen Herkunft „Welsche“ als Bezeichnung verwendet. Daher gibt es in den deutschen Waldensergemeinden (Landkreis Karlsruhe) heute noch zahlreiche Straßen- und Flurnamen mit dieser Bezeichnung, zum Beispiel Am Welschenweg, Welschneureut (das „alte“ Neureut heißt Teutschneureut), Welschneureuter Straße, Welschenäckerstraße, Im Welschental oder Welsche Straße. Der Name der Waldenser selbst leitet sich vom Gründer Petrus Valdes ab und steht mit der Bezeichnung Welsch nicht in etymologischem Zusammenhang.

### Für Italienischsprachige

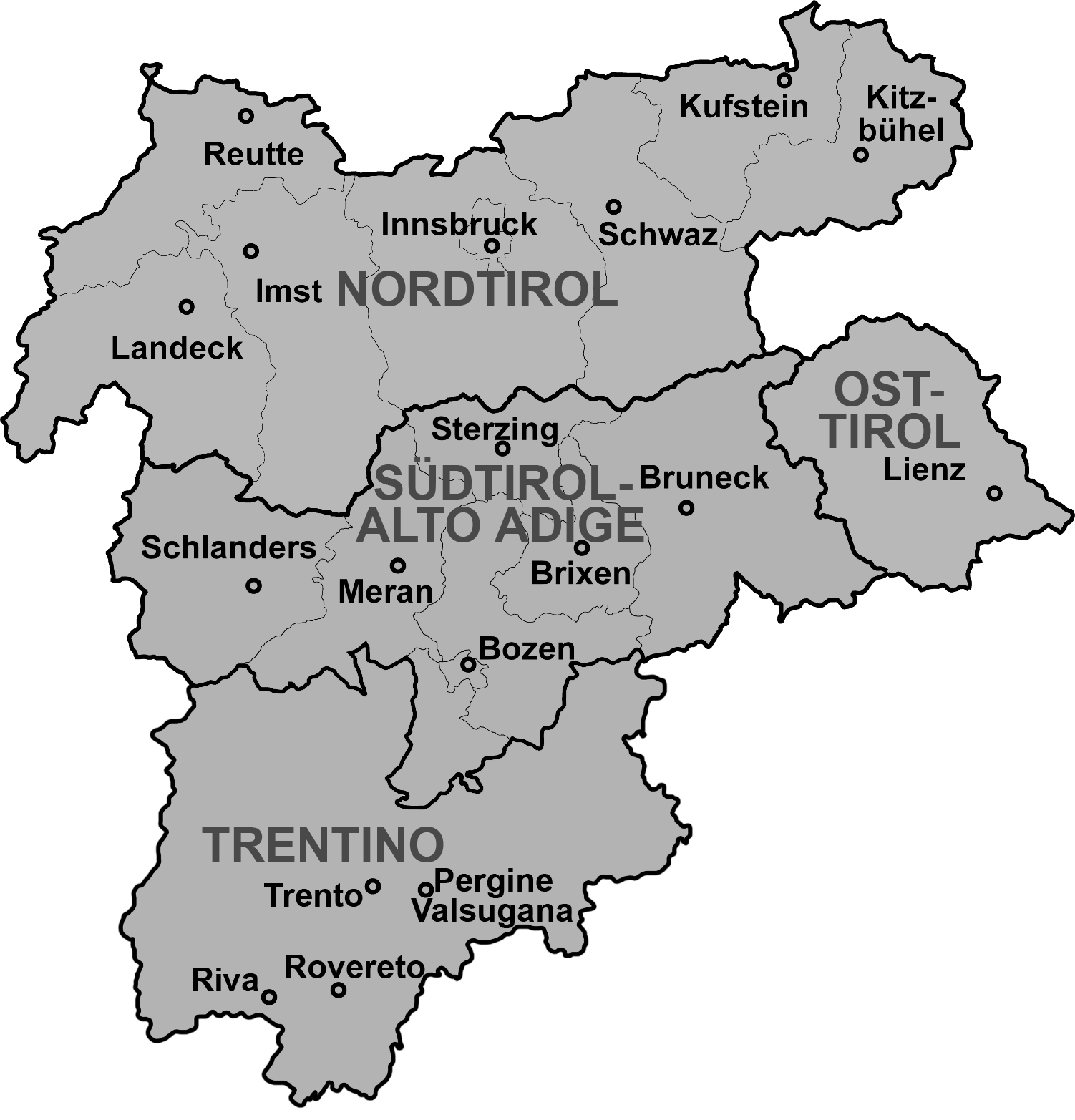
Das Trentino als der südliche Teil Tirols

Als Bezeichnung für Italienischsprachige:
- Welschtirol, die alte Bezeichnung für das von Italienern bewohnte Trentino und die ladinischsprachigen Teile Südtirols
- Welsche Confinen (oder mit «k»), eine kleinere Region im Trentino
- Welsche Vogteien, alte bündnerische Bezeichnung für die Region Valtellina (Veltlin)/Bormio in Oberitalien
- Wälsch-Bergen für Bergamo
- Welschbern für Verona zur Unterscheidung von der Schweizer Stadt Bern
- Wälsch-Brixen für Brescia zur Unterscheidung vom deutschsprachigen Brixen im Südtirol
- Welschmetz für Mezzolombardo
- Welsch-Michael für San Michele all’Adige zur Unterscheidung von Deutsch-Michael, einer alten Bezeichnung für Eppan
- Welschnofen für die Ortschaft neben Deutschnofen
- In Regensburg gibt es eine Wahlenstraße, ehemals bewohnt von italienischen Kaufleuten (1138: „inter latinos“).[22]

Dazu gibt es in den Gebirgsräumen ganz Mitteleuropas auch einen konkreten Bezug zu den Walen oder Venediger[mandln] (und Bergmännchen im Allgemeinen), einem wohl historischen Sagenkomplex um italienische Steinsucher, manchmal auch Holzsammler.
Auch die polnische und die ungarische Bezeichnung für „Italien“, Włochy beziehungsweise Olaszország, gehen etymologisch auf die keltischen Volcae zurück, womit in diesen beiden Sprachen Italien wörtlich übersetzt das „Welschland“ ist.

### Für Ladinischsprachige
In Tirol bzw. Südtirol wird die ladinischsprachige Bevölkerung der Dolomiten auch abwertend „Krautwalsche“ genannt. Die Bezeichnung „Krautwalsche“ gibt es auch in trentinischen Dialekten. Im Falle der Dolomitenladiner und der Rätoromanen allgemein bezeichnet das Wort keine romanisierten Kelten oder Romanen, sondern romanisierte Räter.
Für das ladinischsprachige Dorf Rina wird im Deutschen zur Unterscheidung vom deutschsprachigen Ellen in der Gemeinde St. Lorenzen Welschellen verwendet. Derselbe Zusammenhang wird für das heutzutage deutschsprachige Welschnofen, das ursprünglich ladinischsprachig gewesen sein soll, zum Unterschied von Deutschnofen angenommen.

### Für Rätoromanen
Als Bezeichnung für Rätoromanen:

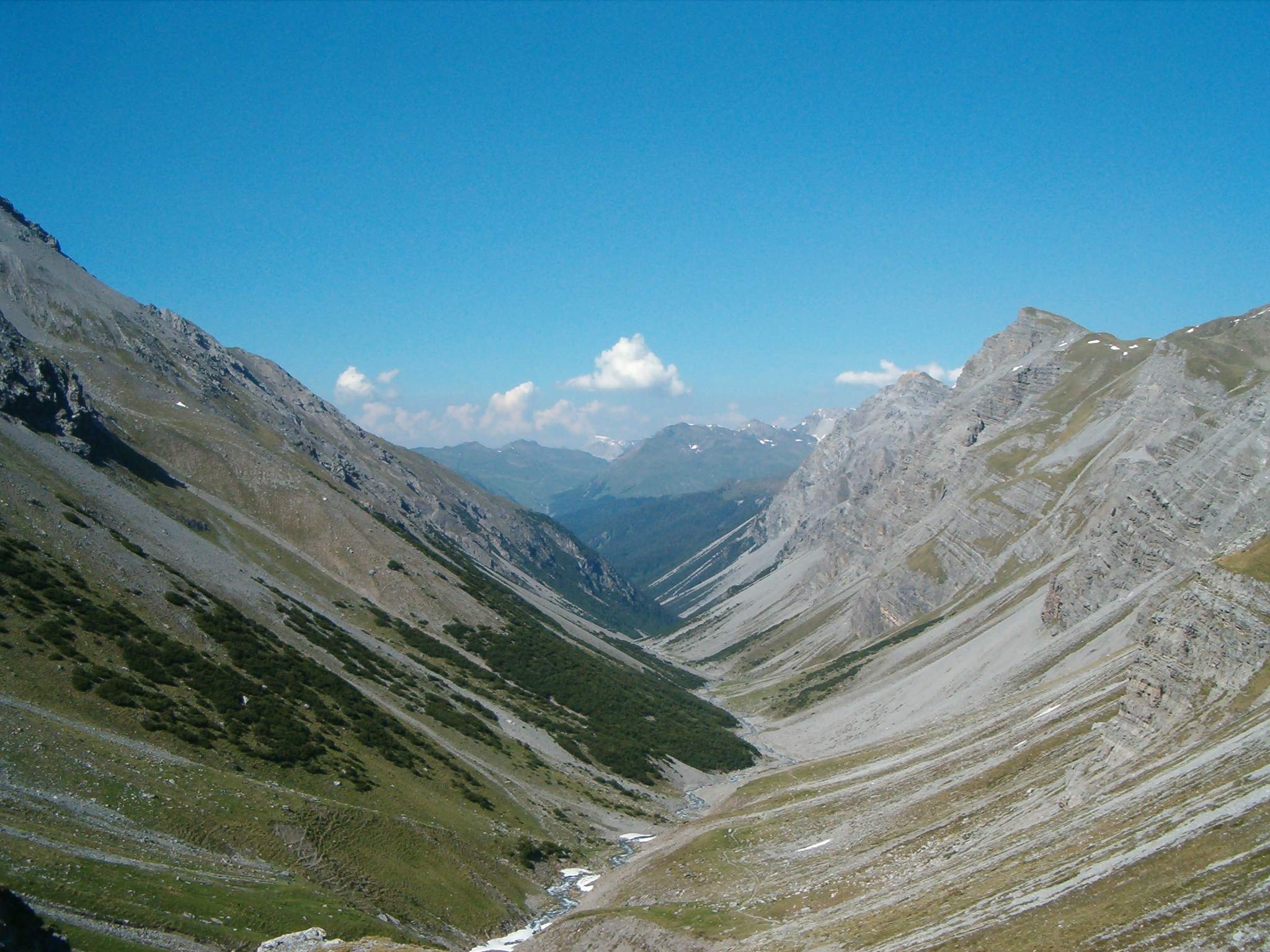
Das einstmals walserische, später wieder rätoromanische Welschtobel

- Walensee in der Schweiz, an der frühmittelalterlichen Sprachgrenze gegen das rätoromanische Sprachgebiet
- Walgau, der unterste Talabschnitt der Ill in Vorarlberg
- Walenstadt, ursprünglich Walenstad „Gestade/Ufer der Welschen“, am Ostende des Walensees
- Welschdörfli, der Stadtteil von Chur, wo am längsten Rätoromanen wohnten
- Welschtobel, ein Gebiet von Arosa, das an die rätoromanische Nachbargemeinde Alvaneu verkauft wurde
- Churwelsch ist die alte deutsche Bezeichnung für das Bündnerromanische

### Welschals „fremd, unverständlich“
Schon im Althochdeutschen stand uualhisc für „romanisch“ und wurde für deren Sprache verwendet. So hat der Ausdruck Welsch im Deutschen auch die Bedeutung „fremde, unverständliche Sprache“ angenommen, siehe dazu die Artikel Rotwelsch und Kauderwelsch. Hiervon wurde auch das Verb welschen abgeleitet, mit dem man den Gebrauch von Fremdwörtern inkriminierte. Der Purismus hatte sich darum die Entwelschung auf die Fahnen geschrieben. Entwelschung betrieb vor allem der Stilistiker Eduard Engel zu Beginn des 20. Jahrhunderts.

## Bezeichnungen in den slawischen Sprachen

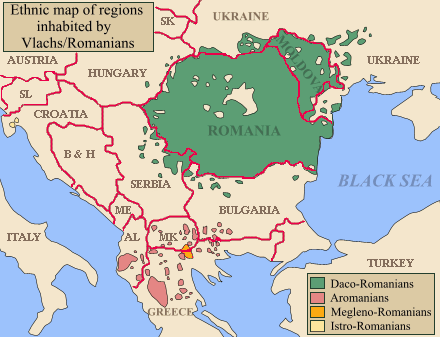
Verbreitung der Rumänen im weiteren Sinn des Begriffes (Walachen)

Von den Germanen haben auch die Slawen das Wort walha als gemeinaltslawisch volchъ in der Bedeutung „Romane“ wie auch allgemein „Fremdsprachiger“ entlehnt, möglicherweise aus der althochdeutschen Form walah.
- Włochy ist bis heute die polnische Bezeichnung für „Italien“. Wołoch als polnische Bezeichnung für Rumänen ist heute selten geworden.
- Lah ist in westslowenischen Mundarten Ausdruck für die („räto“romanischen) Friulaner
- Vlachi, Vlasi (südslawisch), Volochi (ostslawisch) werden jetzt verschiedene Volksgruppen von Walachen genannt (als Exonym, also meist nicht als Eigenbezeichnung):[26]
  - die eng anverwandten Völker der Aromunen, Meglenorumänen, Istrorumänen und – heute selten – auch für die Dakorumänen selbst. Im breiteren Sinn des Begriffes werden alle diese Völker deutsch als Walachen, englisch Wallachians, als balkanromanische Sprachgruppe oder rumänische ethnische Gruppe bezeichnet.
  - sprachlich romanisierte Roma, hauptsächlich solche, die mehrere Jahrhunderte lang als Sklaven in der rumänischen Walachei gelebt haben, sich die rumänische Sprache vollständig oder teilweise angeeignet haben und nach deren Befreiung im Jahr 1856 das Land verlassen haben.

Daneben bekommt das Wort eine Bedeutung für von der Schäferei lebende Volksgruppen im Allgemeinen:
- für slawisierte Romanen oströmischer Herkunft, die als nomadisierende Hirten in Südosteuropa den Zusammenbruch Byzanzs überdauerten[3]
- für Restbevölkerungen der zusammengebrochenen mittelalterlichen walachischen Expansion als nomadisierende Schäfer etwa in der Slowakei[27] oder Bosnien.

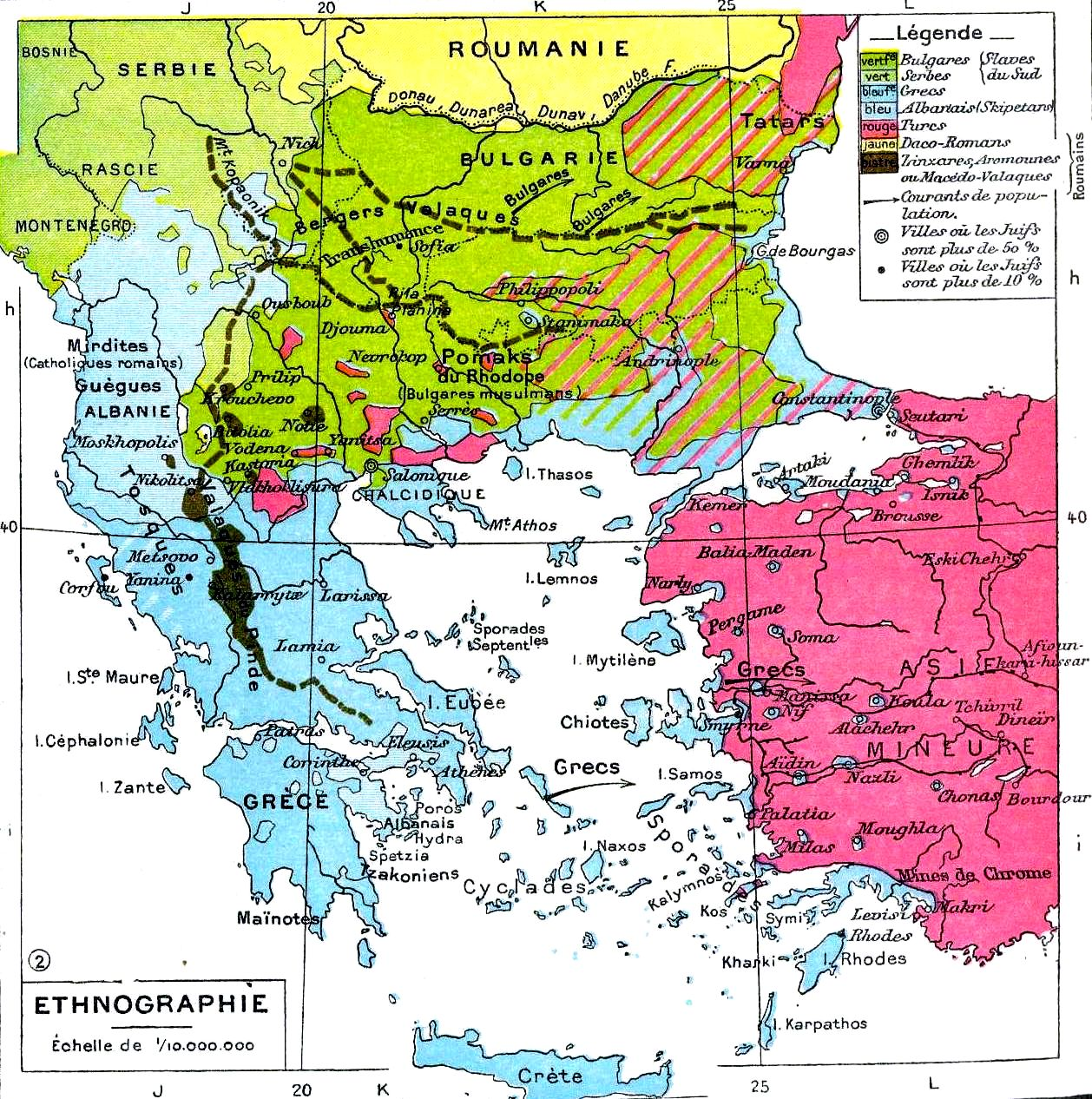
Ethnographie des Balkans: Histoire Et Géographie – Atlas Général Vidal-Lablache, Librairie Armand Colin, Paris 1898

### Entlehnungen in andere Sprachen
Über das mittellateinische Wallachia für die römische Provinz und später das Fürstentum Moldau der Kreuzfahrerzeit wird die slawische Form ins Deutsche rückentlehnt:
- Walachei steht für einige Regionen oder historischen Reiche, speziell:
  - die rumänische Region Walachei (rumänisch Ţara Românească)
  - die Walachische Tiefebene (rumänisch Câmpia Română) am Nordufer des Donauunterlaufs in Rumänien
- Walachen wurden bis ins 19. Jahrhundert im Deutschen alle Balkanromanen genannt.

Heute steht das deutsche Wort „Walache“ primär als Übersetzung obiger slawischer Worte (wie Vlachi, Vlasi, Volochi).
Von den Slawen übernahmen auch die Magyaren den Ausdruck:
- olasz „Italiener“ sowie (veraltet) oláh „Rumäne“

Auch ins Byzantinische wandert das Wort im Hochmittelalter:

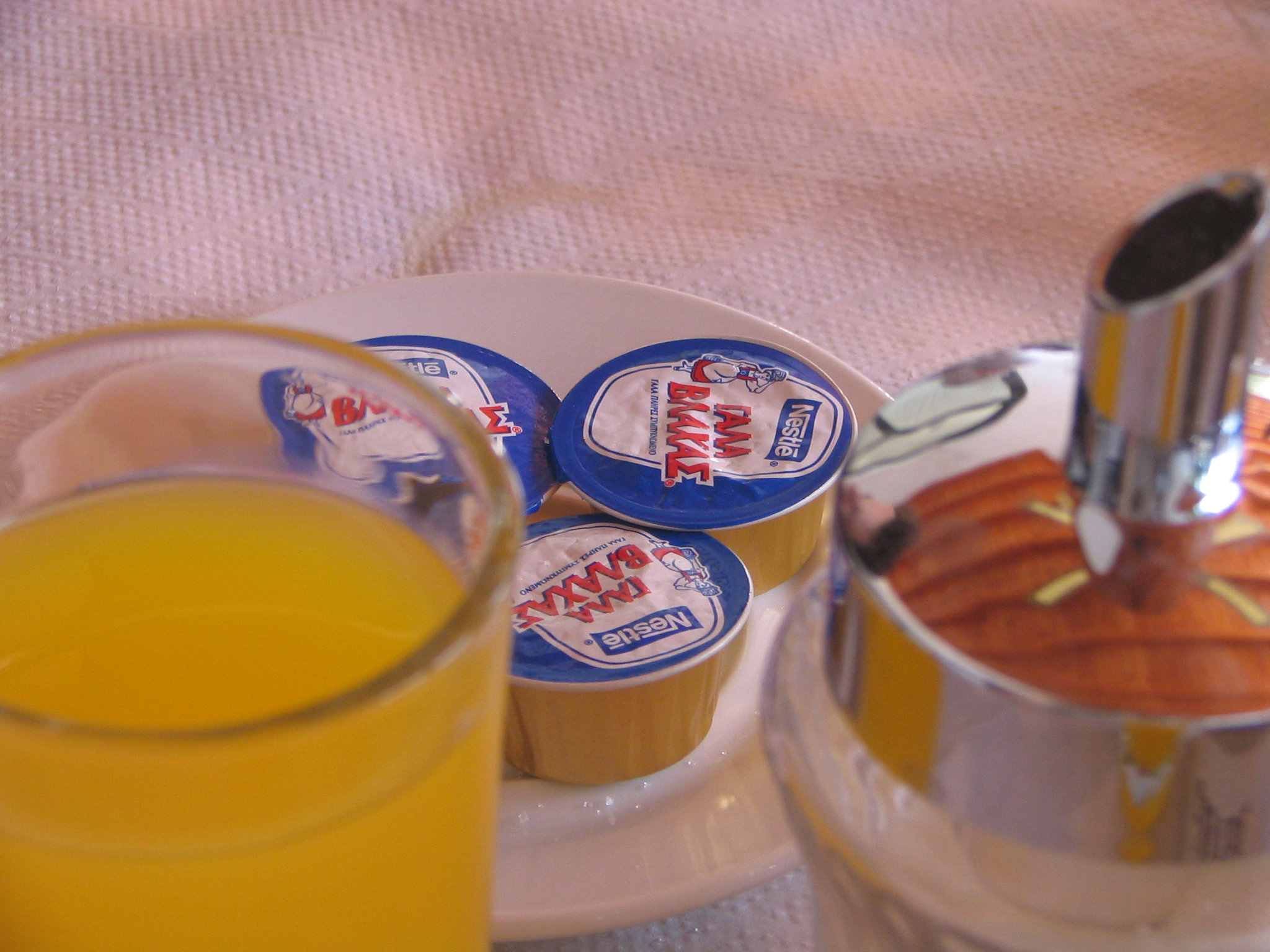
Γάλα Βλάχας („Schäfermilch“) ist eine bekannte Marke in Griechenland

- Blachoi (βλαχοι, Aussprache [ˈvlaxi]) als Ausdruck für „Schäfer“ im Allgemeinen (unabhängig von ethnischer Zugehörigkeit)[3]
- Blachoi, lateinisch Blachia, synonym zu Mysoi und Boulgaroi bei Niketas Choniates im 13. Jahrhundert für das bulgarische Reich des Kalojan

Aus diesem gräko-slawisch „Vlachi“ gesprochenen βλαχοι steht dann, buchstäblich von den Kreuzfahrern übernommen, auch in der mittelalterlichen lateinischen Literatur:
- Blachi, Blaci, Blacci, Blasi, etwa Rex Bulgarorum et Blachorum für das karpato-moldawische Reich und Blacus, dux Blacorum für den Gelou in den Gesta Hungarorum (etwa 12. Jh.)[28]

Und letztendlich findet es sich dann im Türkischen:
- Iflak oder Eflak als Bezeichnung für das Fürstentum Moldau bis ins mittlere 19. Jahrhundert[29]

## Welsch/Walschin Familiennamen
Die Form ist auch in Familiennamen erhalten:
- im Deutschen und Niederländisch: Welsch, Welschen, Welzen,[22] Welches, Wälsch, Walech, Walch, Wahl, Wahle, Wahlen, Wahlens, Wahlich, Wallisch, Wälke (teils indirekt über Rufnamen wie Walcho),[30] De Waal, De Waele, Waelhens, Swalen, Swelsen;[22] nicht aber Van der Waals (vom Flussnamen Waal)[22]
- im Englischen: Welsh, Welch, Walsh, Walch
- Slawische Formen: Vlacho, Vlah
- Griechisch: Vlachos, Vlachou
- Polnisch: Włoch, Wołoch, Wołos, Wołoszyn, Wołoszek, Wołoszczak, Wołoszczuk, Bołoch, Bołoz
- Bloch, ein jüdischer Familienname, der womöglich auf Polnisch Włochy zurückgeht

Auch als Vorname sind Vlach und seine Varianten historisch verbürgt, zu Blasius (zum Heiligen, siehe unterhalb).
Historische Persönlichkeiten:
- Geremia da Valacchia (Jon Stoika, 1556–1625), geboren in Tzazo, Rumänien, 1983 seliggesprochen
- Sveti Vlaho (kroatisch), Heiliger Blasius, Schutzpatron von Dubrovnik, ein armenischer Märtyrer.[32]

## Etymologische Abgrenzung zu anderen Begriffen
- Die Namen des Schweizer Kantons Wallis sowie der Bündner Ortschaft Vals haben nichts mit dem Wort „welsch“ zu tun; es handelt sich vielmehr um eine Ableitung zum lateinischen Wort vallis „Tal“.
- Die Namen für das Kleinwalsertal und das Große Walsertal in Vorarlberg sollen hingegen nach den dort im Spätmittelalter eingewanderten Walsern (Wallisern) benannt sein.